# Moccasin Township
Moccasin Township est un township du comté d'Effingham dans l'Illinois, aux États-Unis,.